# Lisak (Kędzierzyn-Koźle)
Lisak – część miasta Kędzierzyna-Koźla, położona w pobliżu Odry, wzdłuż ulicy Stawowej, w obrębie osiedla administracyjnego Rogi. 
Leży w północno-zachodniej części Kędzierzyna-Koźla.

## Historia
Po II wojnie światowej w Polsce. Do 1954 wchodził w skład gromady (sołectwa) Zmudzona w zbiorowej gminie Większyce w powiecie kozielskim, od 1950 w województwie opolskim. W związku z reformą administracyjną kraju jesienią 1954 włączone do nowo utworzonej gromady Zmudzona w tymże powiecie. Gromadę Zmudzona zniesiono 1 stycznia 1958, włączając ją w granice miasta Koźla. 30 października 1975 Koźle (z Lisakiem) włączono w granice miasta Kędzierzyna, przemianowanego 3 listopada 1975 na Kędzierzyn-Koźle.